# Danh sách buổi biểu diễn trực tiếp của Mỹ Tâm
Phan Thị Mỹ Tâm (sinh ngày 16 tháng 1 năm 1981), thường được biết đến với nghệ danh Mỹ Tâm, là một nữ ca sĩ kiêm sáng tác nhạc, đạo diễn và diễn viên người Việt Nam. Sinh ra tại Đà Nẵng, cô sớm bộc lộ năng khiếu về âm nhạc và liên tiếp giành chiến thắng tại nhiều cuộc thi ca hát lớn nhỏ lúc còn ở độ tuổi thiếu niên. Cô khởi nghiệp ca hát bằng album đầu tay Mãi yêu (2001) và album kế tiếp Đâu chỉ riêng em (2002) không lâu sau khi tốt nghiệp thủ khoa tại trường Nhạc viện Thành phố Hồ Chí Minh. Album phòng thu thứ ba, Yesterday & Now (2003) giúp cô lập kỷ lục về doanh số bán ra tại thị trường trong nước.
Trong những năm còn lại của thập niên 2000, Mỹ Tâm phát hành một chuỗi các sản phẩm âm nhạc thành công về mặt chuyên môn và thương mại, bao gồm các album đề cử cho giải Cống hiến Hoàng hôn thức giấc (2005), Vút bay (2006), Trở lại (2008). Năm 2004, Mỹ Tâm tổ chức chương trình biểu diễn "Liveshow Ngày ấy & bây giờ", có mức kinh phí đầu tư lớn nhất tại Việt Nam lúc đó. Trong thập niên 2010, cô thực hiện chuyến lưu diễn "Heartbeat" và hành Tâm (2013), Tâm 9 (2017), liên tiếp gặt hái thành công thương mại. Bên cạnh việc tự sáng tác, cô còn hát các ca khúc của tác giả khác như "Tóc nâu môi trầm", "Họa mi tóc nâu", "Ước gì", "Hát với dòng sông", "Xích lô" hay "Cây đàn sinh viên".
Được mệnh danh là "nữ hoàng V-pop", nhiều tác giả và nhà báo trong nước lẫn quốc tế từng nhìn nhận Mỹ Tâm là một trong những nữ nghệ sĩ có ảnh hưởng lớn tại Việt Nam. Trong suốt sự nghiệp âm nhạc của mình, Mỹ Tâm giành được 5 giải Cống hiến, 1 giải Âm nhạc châu Âu của MTV, 11 lần liên tiếp nhận giải "Ca sĩ được yêu thích nhất" và 3 năm liên tiếp nhận giải "Gương mặt của năm" của Giải thưởng Làn Sóng Xanh. Tại sự kiện Top Asia Corporate Ball 2014 ở Kuala Lumpur, cô thắng giải "Huyền thoại Âm nhạc châu Á" và là "Nghệ sĩ có album bán chạy nhất lãnh thổ" do Liên đoàn Công nghiệp ghi âm quốc tế (IFPI) công nhận trong năm 2014. Cô xuất hiện trong danh sách "Top 50 Phụ nữ ảnh hưởng nhất Việt Nam" (2017) do tạp chí Forbes công bố. Cô còn là ca sĩ Việt Nam đầu tiên có một album lọt vào top 10 Billboard World Album vào tháng 1 năm 2018. Mỹ Tâm còn làm giám khảo cho các cuộc thi như Vietnam Idol: Thần tượng Âm nhạc Việt Nam (2012 – 13), Sao Mai điểm hẹn (2010), Giọng hát Việt (2015), góp mặt trong phim truyền hình Cho một tình yêu (2010). Năm 2019, cô lần đầu đạo diễn cho bộ phim điện ảnh đầu tay Chị trợ lý của anh.

## Chuyến lưu diễn
| Tựa                                  | Thời gian                                  | Liên quan                               | Địa điểm | Người tham dự | Nguồn                   |
| ------------------------------------ | ------------------------------------------ | --------------------------------------- | --- | ------------- | ----------------------- |
| Live Tour: Sức mạnh của những ước mơ | 18 tháng 9 năm 2005 – 29 tháng 10 năm 2005 | Không có                                | Danh sách địa điểm tổ chức của Live Tour: Sức mạnh của những ước mơ (The Power of Dreams) - Thành phố Hồ Chí Minh - Khu ký túc xá Đại học Quốc gia Thành phố Hồ Chí Minh - Phòng trà Đồng Giao - Hà Nội - Sân vận động Trường Đại học Sư phạm Hà Nội - Trung tâm Hội chợ Triển lãm Việt Nam - Đà Nẵng - Trường Đại học Bách khoa, Đại học Đà Nẵng - Lâm Đồng - Đại học Đà Lạt - Cần Thơ - Đại học Cần Thơ | 120,000       | [ 1 ] [ 2 ] [ 3 ]       |
| Live Concert Tour: Sóng đa tần       | 7 tháng 9 năm 2008 – 5 tháng 10 năm 2008   | Nhịp đập (To the beat) (Album liên kết) | Danh sách địa điểm tổ chức của Live Concert Tour: Sóng đa tần (To the beat) - Thành phố Hồ Chí Minh - Sân vận động Tao Đàn - Hà Nội - Trung tâm Hội chợ Triển lãm Việt Nam - Đà Nẵng - Sân vận động Quân khu 5 - Cần Thơ - Sân vận động Cần Thơ | Không rõ      | [ 5 ] [ 6 ] [ 7 ] [ 8 ] |

## Buổi hòa nhạc
| Tựa                                                             | Thời gian                                                                | Liên quan | Địa điểm | Người tham dự | Nguồn                       |
| --------------------------------------------------------------- | ------------------------------------------------------------------------ | --- | --- | ------------- | --------------------------- |
| Liveshow: Cùng Sunsilk tỏa sáng ước mơ                          | 2002                                                                     | Không có | Danh sách địa điểm tổ chức của Liveshow: Cùng Sunsilk tỏa sáng ước mơ - Thành phố Hồ Chí Minh - Công viên 23 tháng 9 - Hà Nội - Công viên Hồ Tây - Đà Nẵng - Trung tâm thể thao Nguyễn Tri Phương                                         | Không rõ      |                             |
| Liveshow: Cho trái tim trẻ thơ tỏa sáng                         | 2002                                                                     | Không có | Danh sách địa điểm tổ chức của Liveshow: Cho trái tim trẻ thơ tỏa sáng - Thành phố Hồ Chí Minh - Nhà Văn hóa Thanh Niên Thành phố Hồ Chí Minh                                                                                             | Không rõ      |                             |
| Liveshow: Ngày ấy và bây giờ (với AC&M và nhóm Cadillac)        | 25 tháng 3 năm 2004 – 4 tháng 4 năm 2004                                 | Yesterday & Now (Album liên kết) | Danh sách địa điểm tổ chức của Liveshow: Ngày ấy và bây giờ (Yesterday & Now) - Thành phố Hồ Chí Minh - Sân vận động Quân khu 7 - Hà Nội - Sân vận động Quốc gia Mỹ Đình                                                                  | 23,000        | [ 9 ] [ 10 ] [ 11 ]         |
| Liveshow: Quê hương tuổi thơ tôi                                | 26 tháng 9 năm 2004                                                      | Âm nhạc & những người bạn (Chương trình liên quan)                                                                                   | Danh sách địa điểm tổ chức của Liveshow: Quê hương tuổi thơ tôi - Đà Nẵng - Trung tâm thể thao Nguyễn Tri Phương | Không rõ      | [ 12 ] [ 13 ]               |
| Liveshow: Sống hết mình                                         | 21 tháng 10 năm 2004 – 6 tháng 11 năm 2004                               | Không có | Danh sách địa điểm tổ chức của Liveshow: Sống hết mình - Thành phố Hồ Chí Minh - Sân khấu Lan Anh - Hà Nội - Trung tâm Hội chợ Triển lãm Việt Nam                                                                                         | Không rõ      | [ 14 ]                      |
| Liveshow: Kỉ niệm 10 năm ca hát – Những giai điệu của thời gian | 14 tháng 1 năm 2011 – 16 tháng 3 năm 2011                                | Những giai điệu của thời gian: Special Edition (Album kiên kết) Kỉ niệm 10 năm ca hát – Những giai điệu của thời gian (DVD liên kết) | Danh sách địa điểm tổ chức của Liveshow: Những giai điệu của thời gian (Melodies of Time) - Thành phố Hồ Chí Minh - Nhà hát Thành phố Hồ Chí Minh - Queen Plaza - chi nhánh Phú Nhuận - Hà Nội - Cung Văn hoá Lao động Hữu nghị Việt - Xô | Không rõ      | [ 15 ] [ 16 ] [ 17 ] [ 18 ] |
| Live Concert: Cho một tình yêu                                  | 8 tháng 9 năm 2011                                                       | Cho một tình yêu - phim (Phim liên quan) Cho một tình yêu - DVD (DVD liên kết) Cho một tình yêu - album (Album liên kết)             | Danh sách địa điểm tổ chức của Live Concert: Cho một tình yêu - Thành phố Hồ Chí Minh - Nhà hát Thành phố Hồ Chí Minh - Hà Nội - Cung Văn hoá Lao động Hữu nghị Việt - Xô                                                                 | Không rõ      | [ 19 ] [ 21 ]               |
| Live Concert: Gởi tình yêu của em                               | 24 tháng 8 năm 2013 – 16 tháng 1 năm 2014                                | Gởi tình yêu của em (DVD liên kết)                                                                                                   | Danh sách địa điểm tổ chức của Live Concert: Gởi tình yêu của em - Thành phố Hồ Chí Minh - Queen Plaza - chi nhánh Phú Nhuận - Hà Nội - Cung Văn hoá Lao động Hữu nghị Việt - Xô - Đà Nẵng - Nhà hát Trưng Vương                          | Không rõ      | [ 23 ] [ 24 ] [ 25 ] [ 26 ] |
| Liveshow: Heartbeat                                             | 9 tháng 11 năm 2014 – 23 tháng 11 năm 2014                               | Heartbeat (DVD liên kết) | Danh sách địa điểm tổ chức của Liveshow: Heartbeat - Thành phố Hồ Chí Minh - Sân vận động Quân khu 7 - Hà Nội - Sân vận động Hàng Đẫy | 40,000        | [ 30 ] [ 31 ] [ 32 ]        |
| Liveshow: Ô cửa màu xanh                                        | 16 tháng 1 năm 2016                                                      | Ô cửa màu xanh (DVD liên kết) | Danh sách địa điểm tổ chức của Liveshow: Ô cửa màu xanh - Thành phố Hồ Chí Minh - Nhà hát Hòa Bình | Không rõ      | [ 30 ] [ 31 ] [ 32 ]        |
| Live Concert: First Love                                        | 20 tháng 10 năm 2018                                                     | Không có | Danh sách địa điểm tổ chức của Live Concert: First Love - Seoul - Sân vận động Jangchung | Không rõ      |                             |
| Liveshow: Tri âm                                                | 25 tháng 4 năm 2021 (thành phố Hồ Chí Minh) 5 tháng 11 năm 2022 (Hà Nội) | Phim tài liệu: Tri âm The Movie: Người giữ thời gian                                                                                 | Danh sách địa điểm tổ chức của Liveshow: Tri âm (Soulmate) - Thành phố Hồ Chí Minh - Sân Vận Động Trường Đua Phú Thọ - Hà Nội - Sân vận động Quốc gia Mỹ Đình                                                                             | TBA           |                             |

## Buổi hòa nhạc chung
| Tựa                                                                          | Thời gian           | Liên quan | Địa điểm                                                                                        | Người tham dự | Nguồn                |
| ---------------------------------------------------------------------------- | ------------------- | --------- | ----------------------------------------------------------------------------------------------- | ------------- | -------------------- |
| Liveshow: Dấu ấn (với Hiền Thục) (Khách mời đặc biệt)                        | 1 tháng 3 năm 2014  | Không có  | Danh sách địa điểm tổ chức của Liveshow: Dấu ấn - Thành phố Hồ Chí Minh - Nhà thi đấu Nguyễn Du | Không rõ      |                      |
| Live Concert: Dreaming Together in Osaka (với Kotaro Oshio) (Giọng ca chính) | 28 tháng 7 năm 2015 | Không có  | Danh sách địa điểm tổ chức của Live Concert: Dreaming Together in Osaka - Osaka - NHK Hall      | Không rõ      | [ 34 ] [ 35 ] [ 36 ] |